# Pignone (scultura)
Il Pignone è una scultura bronzea antica, alta quasi quattro metri e collocata nel Cortile della Pigna (a cui dà il nome) nel complesso dei Musei Vaticani.

## Storia
La statua colossale venne trovata nel medioevo presso le Terme di Agrippa e porta la firma di un certo Publio Cincio Savio. Probabilmente decorava originariamente il vicino Tempio di Iside al Campo Marzio, dove doveva far parte di una fontana gettando acqua dalle punte. Il suo ritrovamento diede il nome al rione Pigna, tuttora in uso.
Fu usata per decorare il centro del quadriportico dell'antica basilica di San Pietro in Vaticano. Non sappiamo se Dante Alighieri vide il Pignone in questa posizione durante un ipotetico pellegrinaggio per il Giubileo del 1300, ma comunque lo citò in un passo della Divina Commedia (Inf. XXXI, 59).
Nel 1608 venne infine collocata al centro dell'esedra del cortile di Bramante, oggi chiamato, appunto, Cortile della Pigna.
Il significato simbolico e pagano della pigna trova le sue origini in una celebrazione romana festeggiata il 22 marzo, quella dell'arbor intrat, celebrazione nella quale un albero veniva fatto entrare nel Phrygiarum, santuario della dea madre frigia.
Il destinatario del culto misterico era Attis, paredro di Cibele e divinità della Frigia. Esso era il figlio androgino e amante di Nana, sua madre. Essa, secondo il mito misterico, venne fecondata da un frutto pieno di semi e Attis, sempre secondo il mito, praticò l’atto di auto-evirazione sotto un albero, un pino o un abete. L’atto di auto-evirazione, che sottintende la perdita di virilità, si compensa con la fioritura di nuovi alberi generati dal sangue di Attis. La pigna, con i suoi semi, racchiude quindi un significato di sopravvivenza della virilità anche successiva alla morte di Attis, e per estensione all’intera mortalità umana. In ultima analisi, l’albero celebrato nell'arbor intrat simboleggia la separazione della virilità di Attis dal suo corpo, mentre la pigna la sopravvivenza della stessa e della vita in generale, dopo la morte biologica.

## Descrizione
La Pigna rappresenta appunto un gigantesco strobilo di pino e si trova alla sommità di una scalinata a doppia rampa progettata da Michelangelo, sullo sfondo del nicchione. Ha come base un capitello con l'iscrizione Incoronazione di un atleta vittorioso, opera del III secolo proveniente dalle terme di Nerone, ed è affiancata da due pavoni bronzei (copie, gli originali sono nel Braccio Nuovo) di epoca adrianea, probabilmente provenienti dal mausoleo di Adriano.

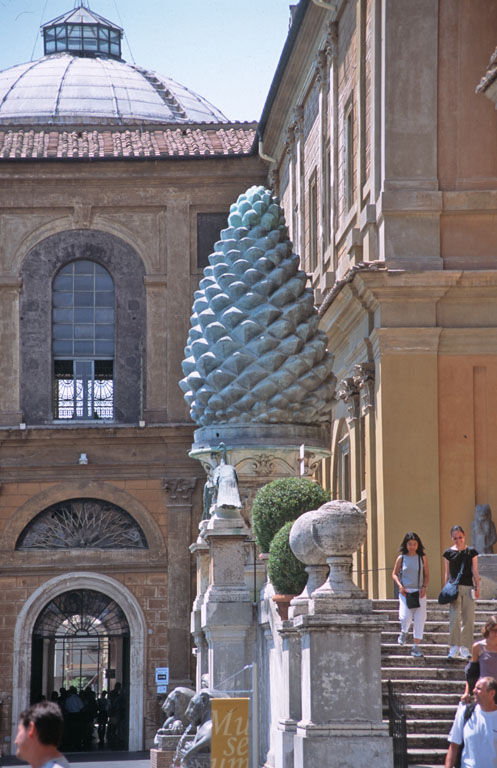
Veduta laterale
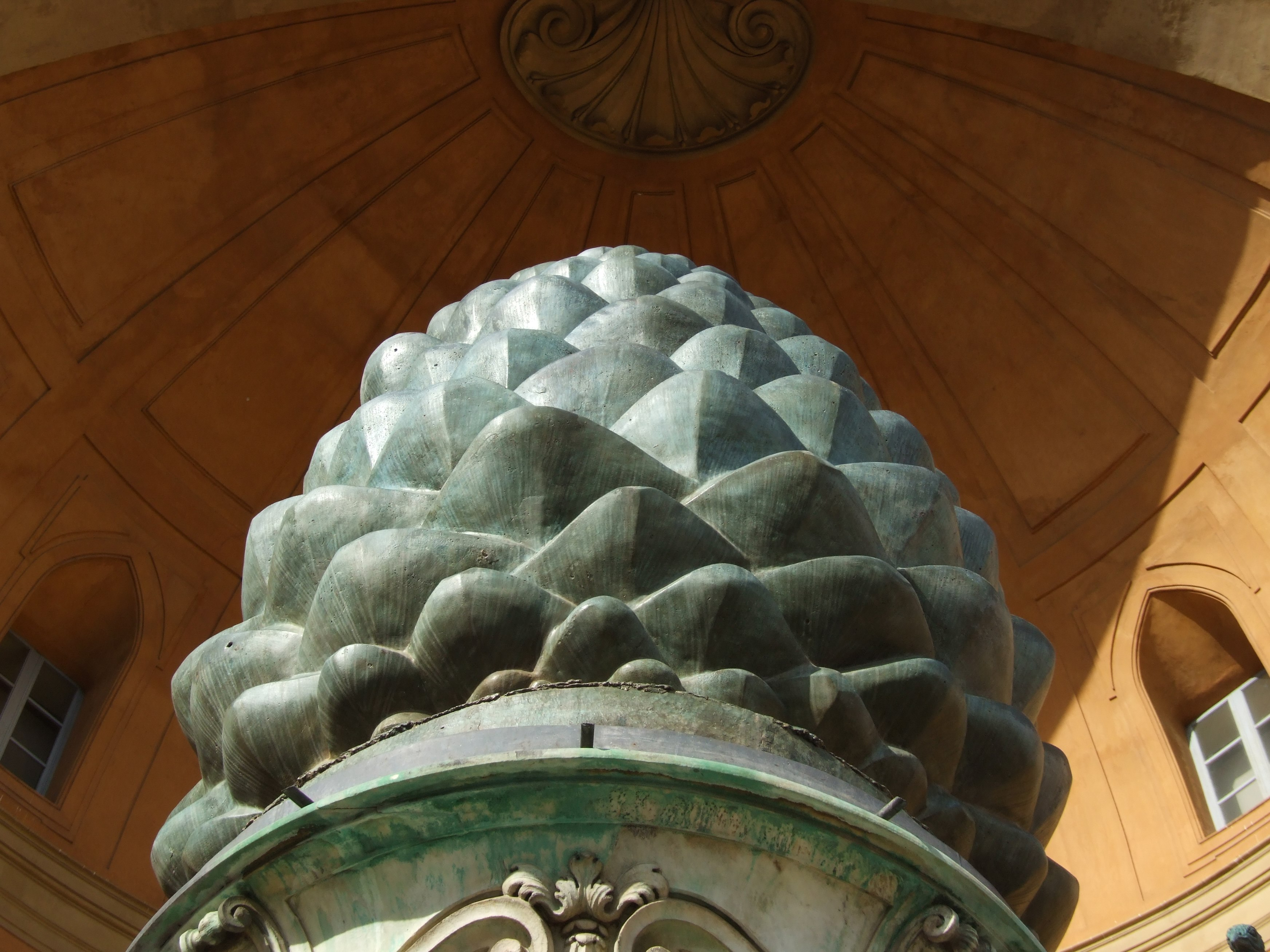
Veduta dal basso
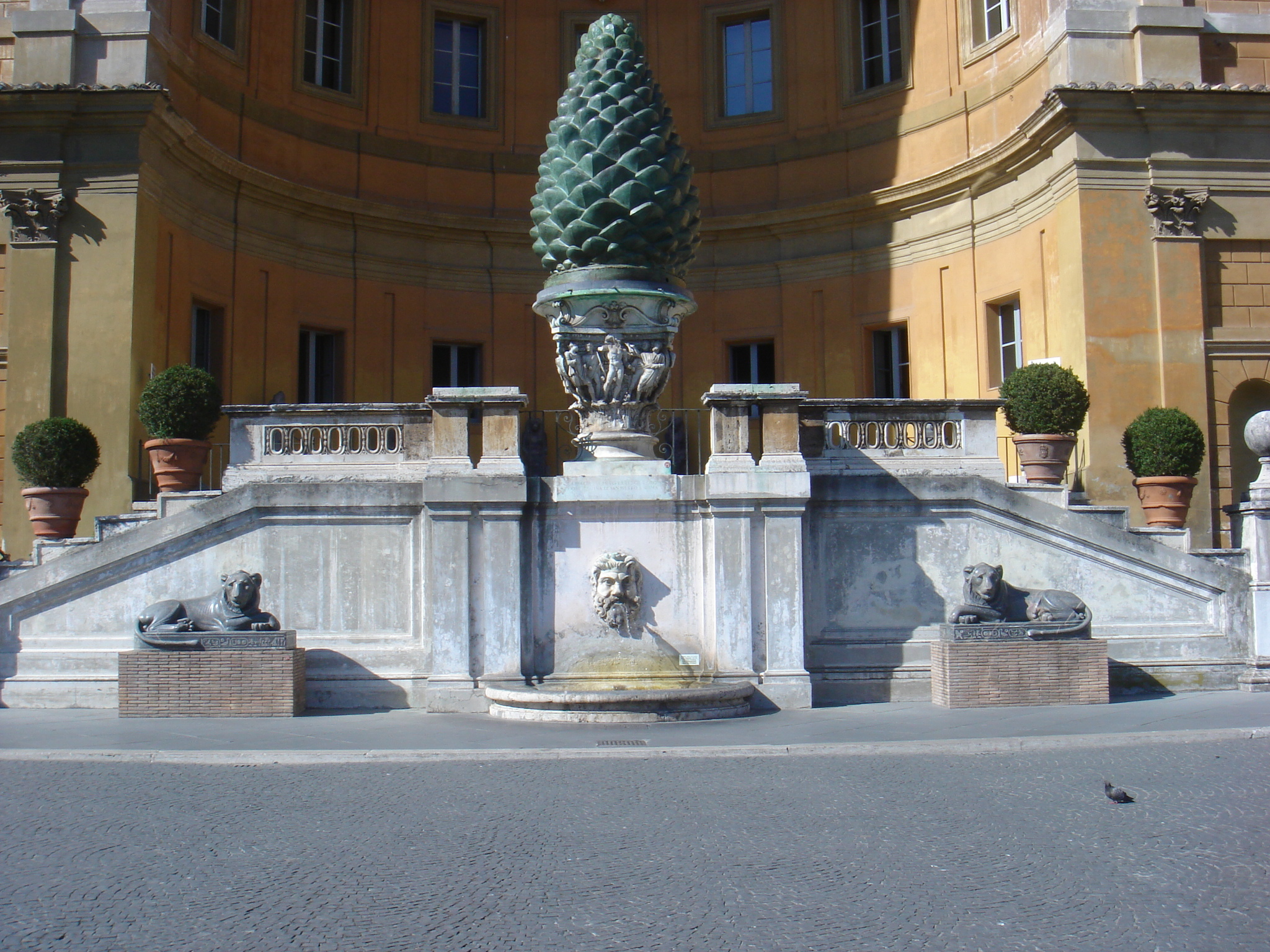
La scalinata di Michelangelo
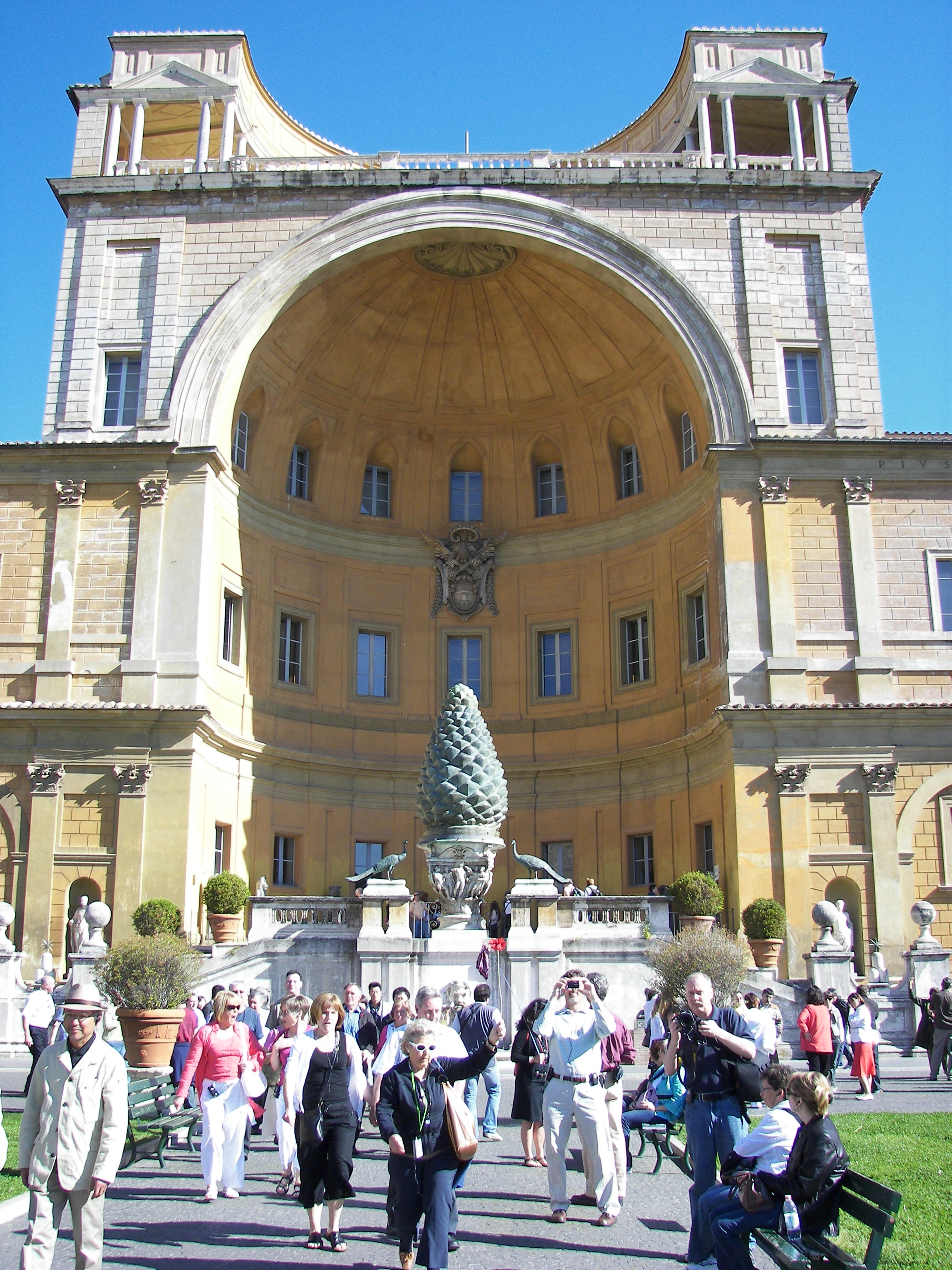
Il nicchione